# Stadion Łokomotiw w Czycie
Stadion Łokomotiw – stadion piłkarski w Czycie, w Rosji. Został otwarty w 1975 roku. Może pomieścić 10 200 widzów. W sąsiedztwie stadionu znajdują się również dwa boiska treningowe. Swoje spotkania na obiekcie rozgrywa drużyna FK Czyta.